# Гай Ауфидий Викторин (консул 200 года)
Гай Ауфидий Викторин (лат. Gaius Aufidius Victorinus) — римский государственный деятель начала III века.

## Биография
Викторин происходил из умбрийского города Пизавр и был сыном двукратного консула Гая Ауфидия Викторина. Его братом был консул 199 года Марк Ауфидий Фронтон.
О самом Викторине известно только лишь то, что он занимал должность ординарного консула в 200 году вместе с внуком императора Марка Аврелия Тиберием Клавдием Севером Прокулом.